# Zavrh (Lenart)
Zavrh is een plaats in Slovenië en maakt deel uit van de gemeente Lenart in de NUTS-3-regio Podravska. De plaats telde 421 inwoners op 1 januari 2020.